# Nototriche nana
Nototriche nana är en malvaväxtart som beskrevs av Arthur William Hill. Nototriche nana ingår i släktet Nototriche och familjen malvaväxter. Inga underarter finns listade i Catalogue of Life.